# Cabomina tsomoana
Cabomina tsomoana is een vlinder uit de familie wespvlinders (Sesiidae), onderfamilie Sesiinae.
Cabomina tsomoana is voor het eerst wetenschappelijk beschreven door de Freina in 2011. De soort komt voor in het Afrotropisch gebied.